# Polkadot

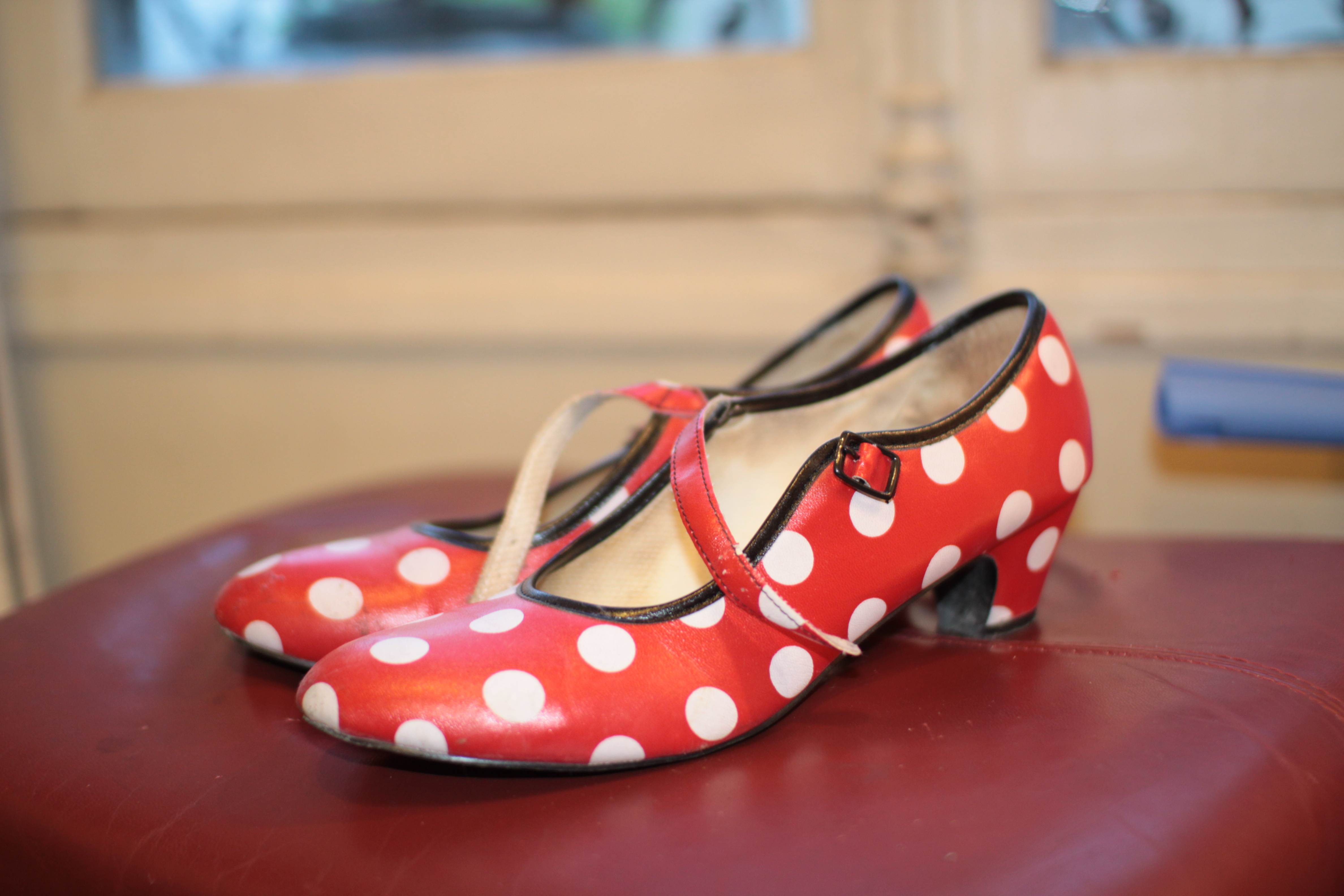
Van wit-rode polkadot voorziene pumps

Polkadot is een patroon bestaand uit een veld gevuld met bolletjes, meestal van gelijke grootte en met een gelijke afstandsverhouding. De bolletjes liggen meestal ook vrij dicht bij elkaar in verhouding tot hun diameters. Het patroon wordt meestal in wat ludiekere contexten gebruikt; men vindt het terug op kinderkleding, speelgoed en meubilair, en ook op badpakken en lingerie is het een vaak voorkomend motief. Men komt het zelden tegen in formelere contexten, alhoewel men kleine witte bolletjes op een zwarte of donkerblauwe achtergrond op een formeel avondtenue aan kan treffen.
Het eerste wijdverbreide gebruik van polkadots in kleding stamt uit het laat-19e-eeuwse Groot-Brittannië.

## Etymologie

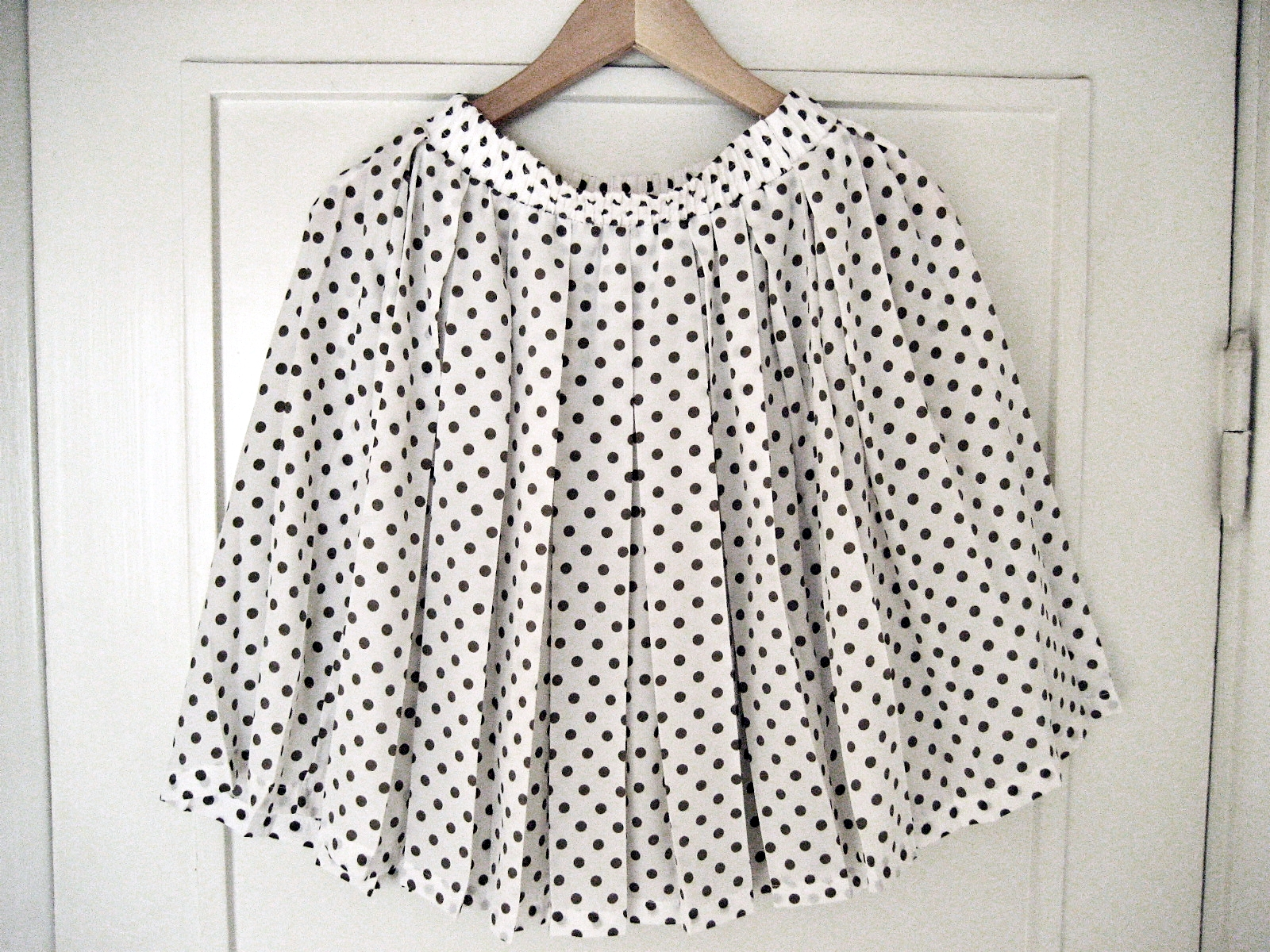
Een polkadotrokje

Een van de eerste vermeldingen van de term "Polka dot" is gevonden in een uitgave van het Britse tijdschrift Godey's Magazine uit 1873.
Het patroon is vernoemd naar de gelijknamige dans, maar er bestaat geen echt conceptueel verband tussen de dans en het patroon anders dan het feit dat ze tegelijkertijd heel erg modieus waren. Er waren in die dagen meer "polka"zaken in omloop, zoals polka-hoedjes en polka-jasjes, maar deze verdwenen met de neergang van de polka-rage. Alleen het stofpatroon bleef populair, en de naam is na al die jaren blijven steken.

## Gebruik

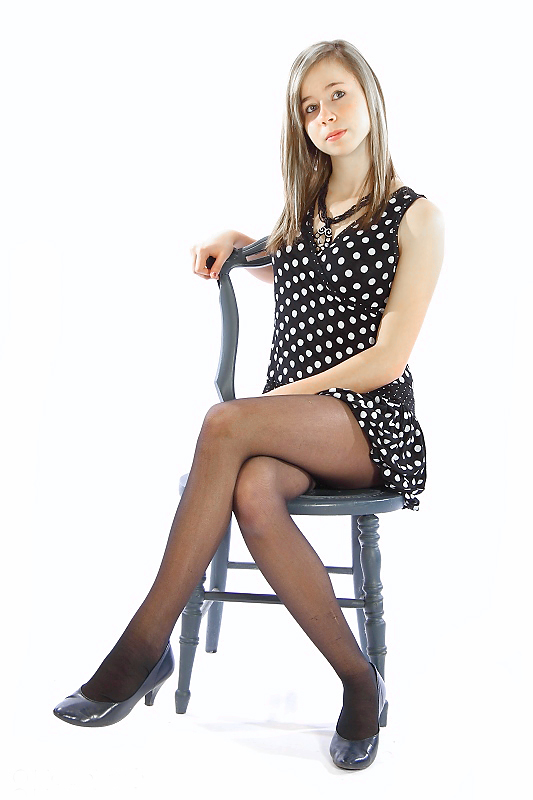
Een polkadotjurk

Men vindt de polkadot vaak terug in de kleding van flamencodanseressen. De polkadot wordt ook vaak geassocieerd met het werk van de Venezolaanse modeontwerpster Carolina Herrera, die het motief vaak voor haar jurken gebruikte. Minnie Mouse is ook een fervent polkadot draagster. Daarnaast is er de bolletjestrui, het shirt dat gedragen wordt door de aanvoerder van het bergklassement in de Tour de France. Alhoewel het bergklassement al sinds de Tour van 1933 is bijgehouden, werd de bolletjestrui pas in 1975 ingevoerd.